# Bijele Vode (Chorwacja)
Bijele Vode – wieś w Chorwacji, w żupanii sisacko-moslawińskiej, w mieście Glina. W 2011 roku liczyła 67 mieszkańców.